# Lepturges itu
Lepturges itu là một loài bọ cánh cứng trong họ Cerambycidae.